# Blumea pubigera
Blumea pubigera là một loài thực vật có hoa trong họ Cúc. Loài này được (L.) Merr. mô tả khoa học đầu tiên năm 1919.